# Tarassiwka (Fastiw, Bojarka)
Tarassiwka (ukrainisch Тарасівка; russisch Тарасовка Tarassowka) ist ein Dorf in der ukrainischen Oblast Kiew mit etwa 7310 Einwohnern (2020).

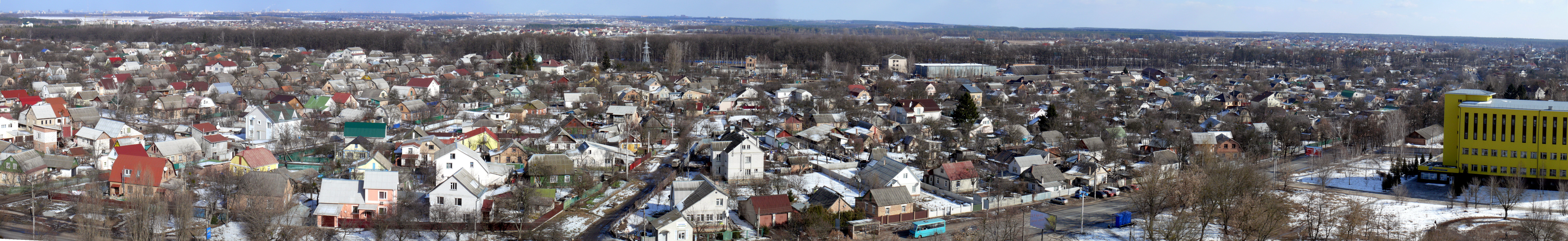
Blick auf das Dorf

Die Ortschaft liegt 22 km südwestlich vom Stadtzentrum Kiews am Ufer des kleinen Flusses Witjanka (ukrainisch Вітянка). Tarassiwka grenzt im Westen an das Gemeindegebiet der Stadt Bojarka und besitzt eine Bahnstation an der Bahnstrecke Kiew–Fastiw.
Am 12. Juni 2020 wurde das Dorf ein Teil der neugegründeten Stadtgemeinde Bojarka, bis dahin bildete es zusammen mit dem Dorf Nowe (Нове) die gleichnamige Landratsgemeinde Tarassiwka (Тарасівська сільська рада/Tarassiwska silska rada) im Süden des Rajons Kiew-Swjatoschyn.
Am 17. Juli 2020 kam es im Zuge einer großen Rajonsreform zum Anschluss des Rajonsgebietes an den Rajon Fastiw.

## Befestigter Raum Nr. 1 Kiew
An der Wende der 1920er/1930er Jahre wurde die erste Linie des befestigten Bezirks Nr. 1 zwischen den Dörfern Tarassiwka und Krjukiwschtschyna gebaut.
Die Pillboxen sind zerstört. Der erhaltene Gefechtsstand Nr. 230 ist ein historisches Denkmal (Nr. 513/51-Z-Ko).

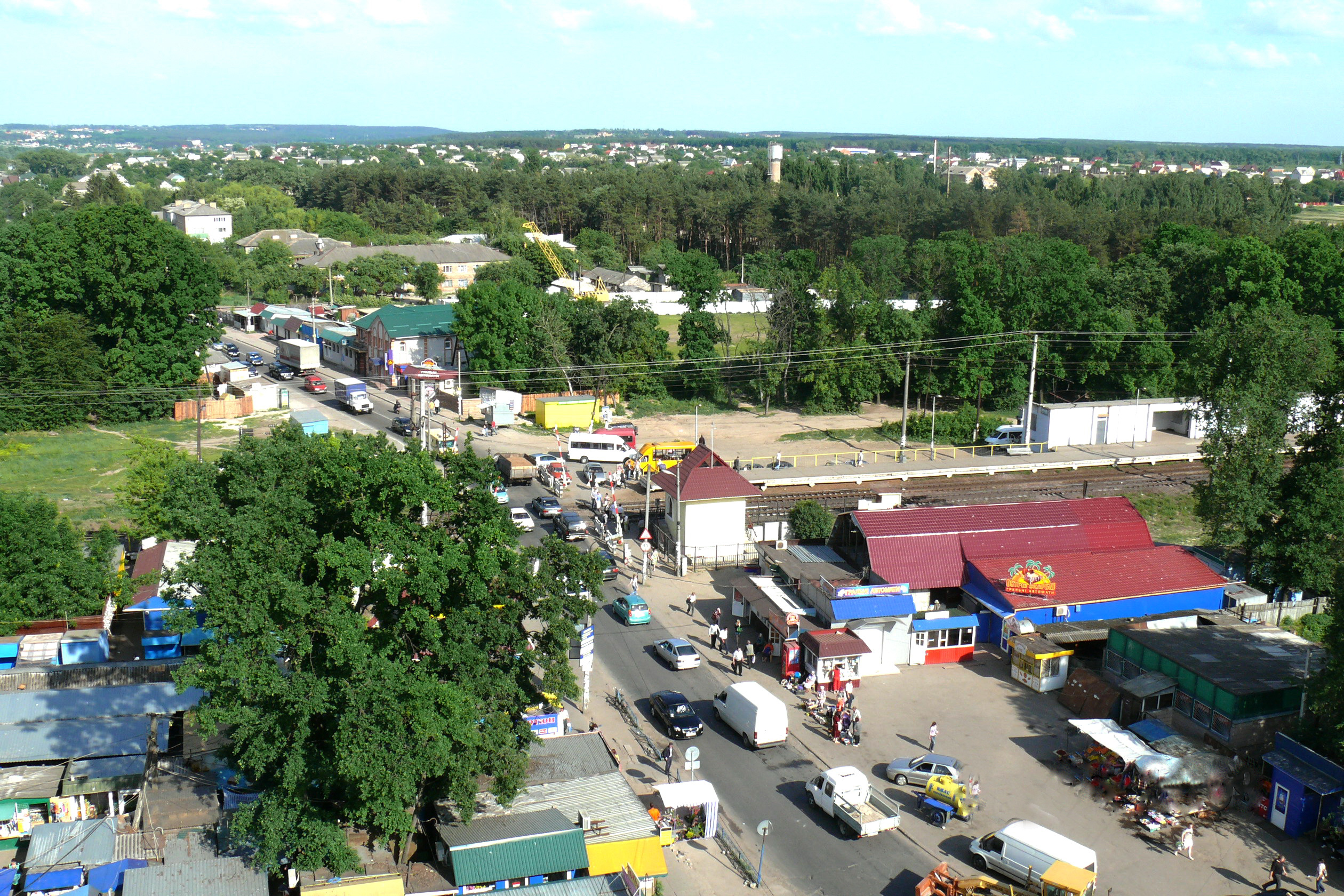
Bahnsteig Tarasivka
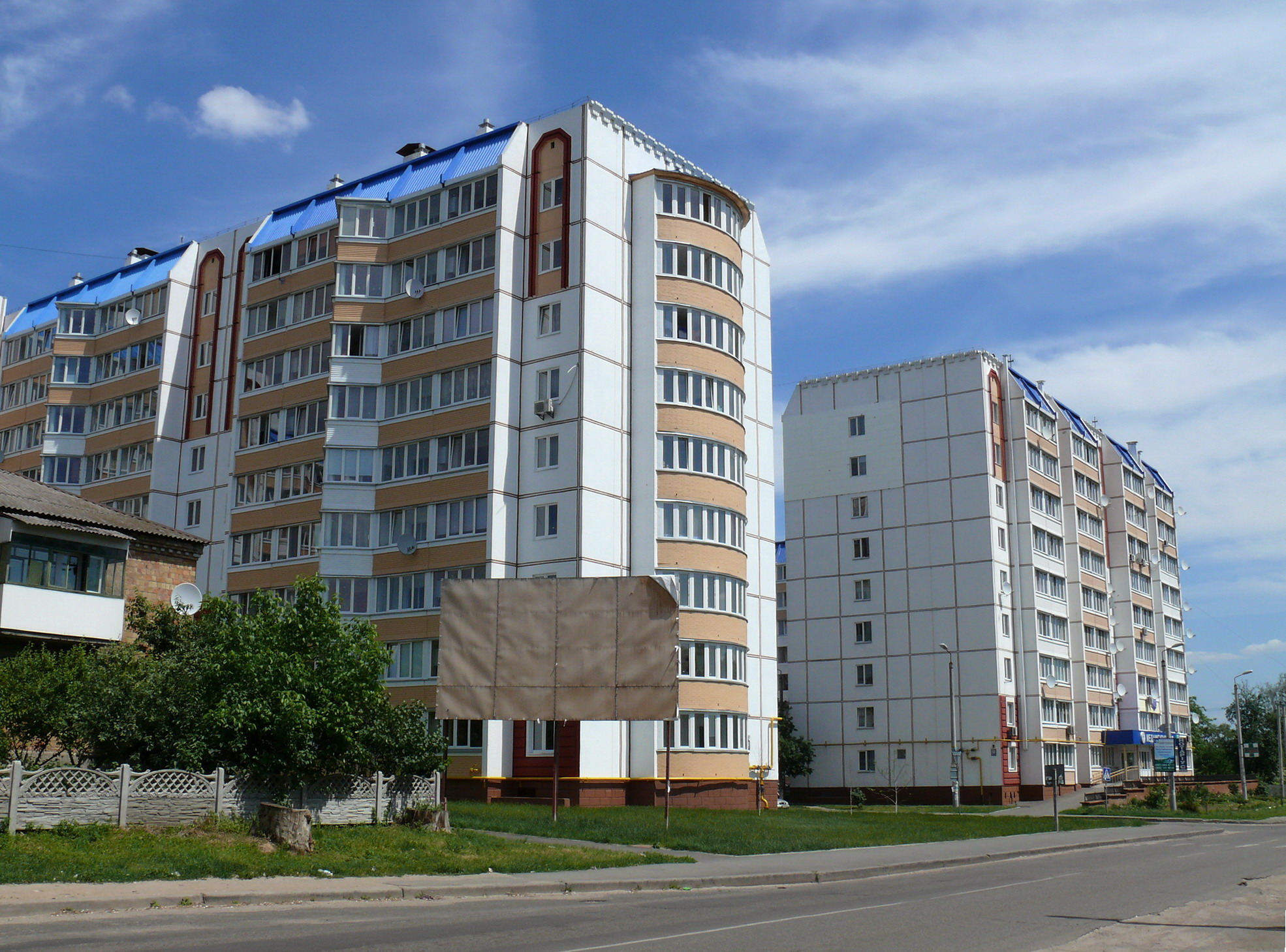
Neue Dorfgebäude
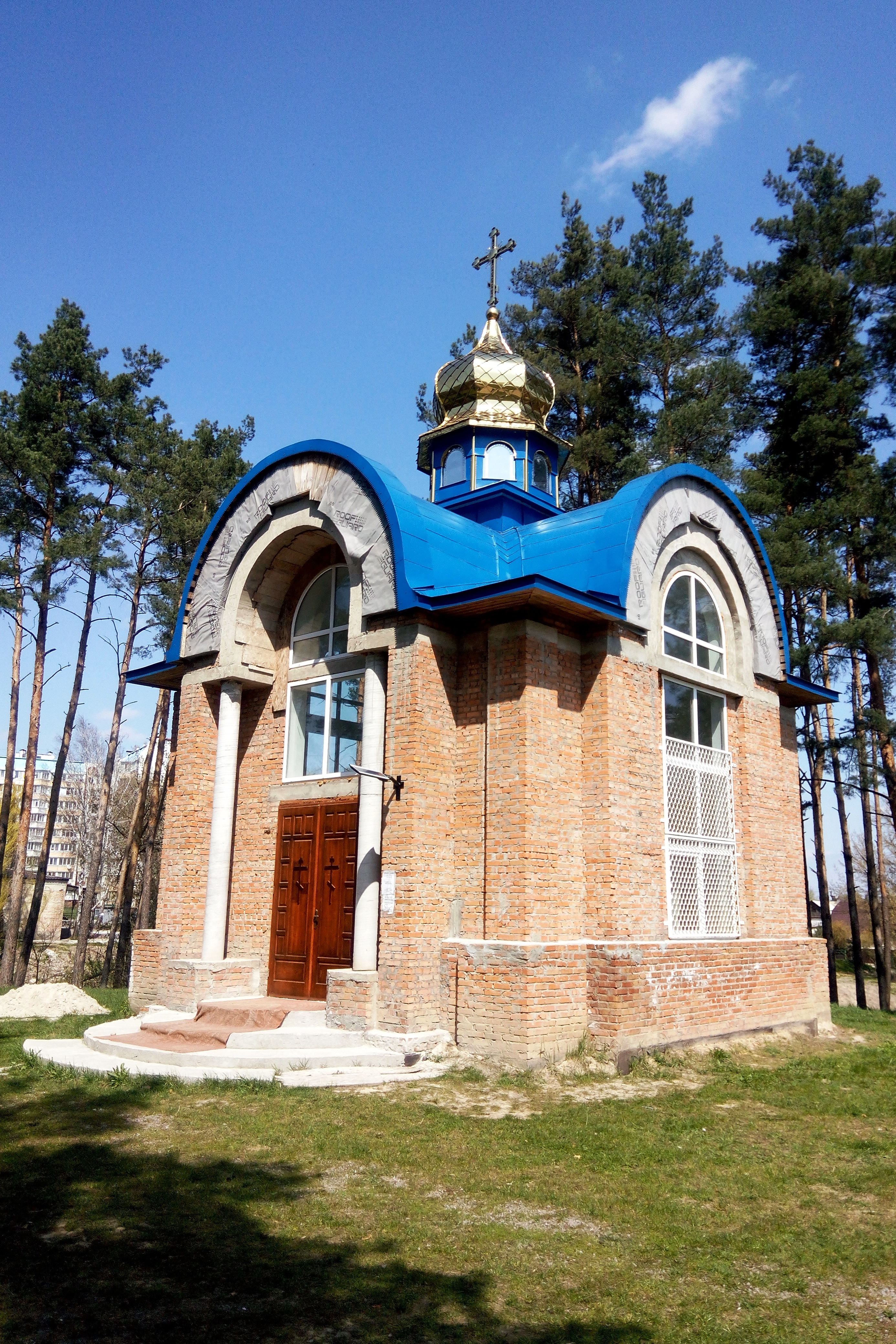
Kirche in der Ostrowski-Gasse
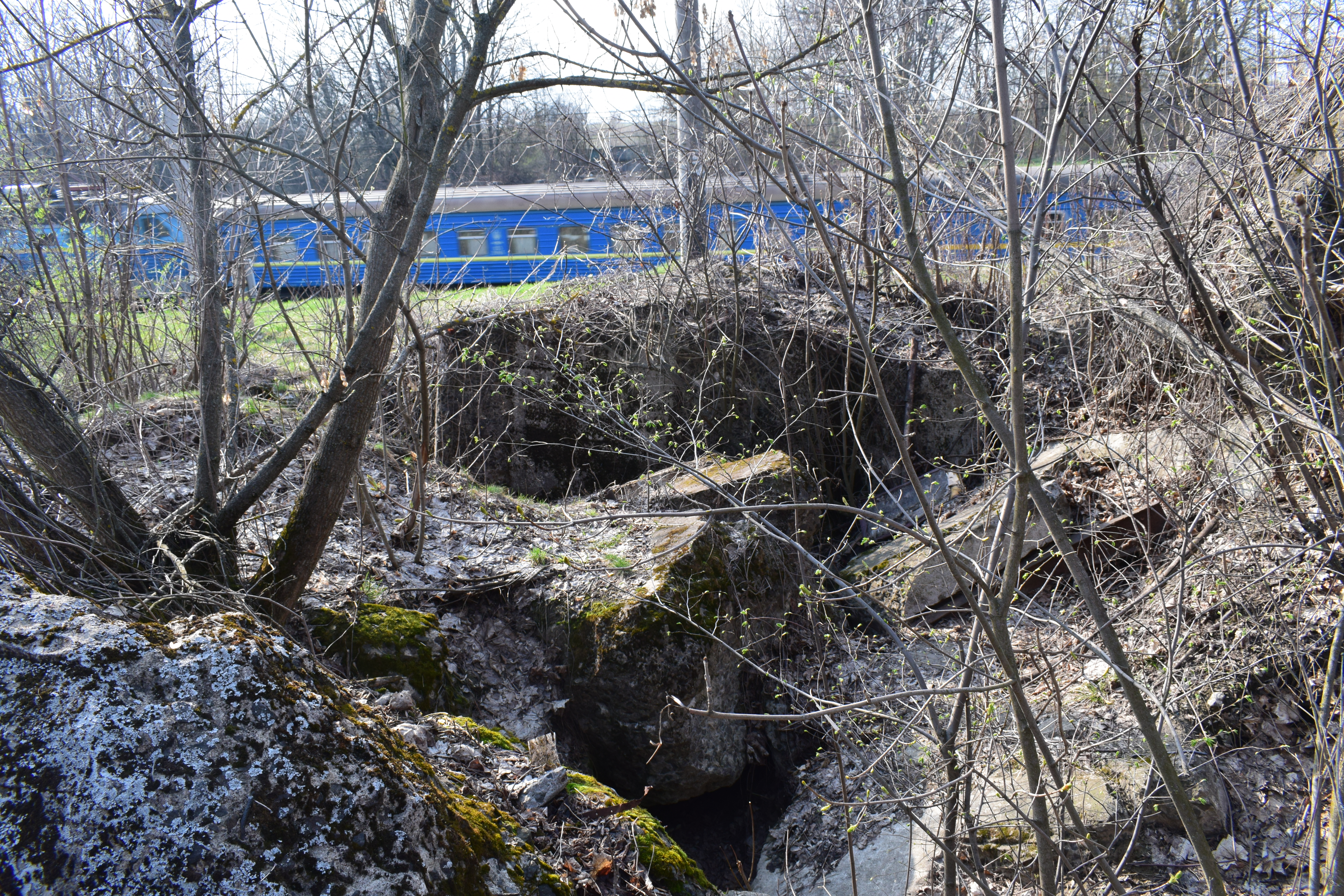
Pillbox Nr. 229 Typische Ansicht eines explodierten pillbox
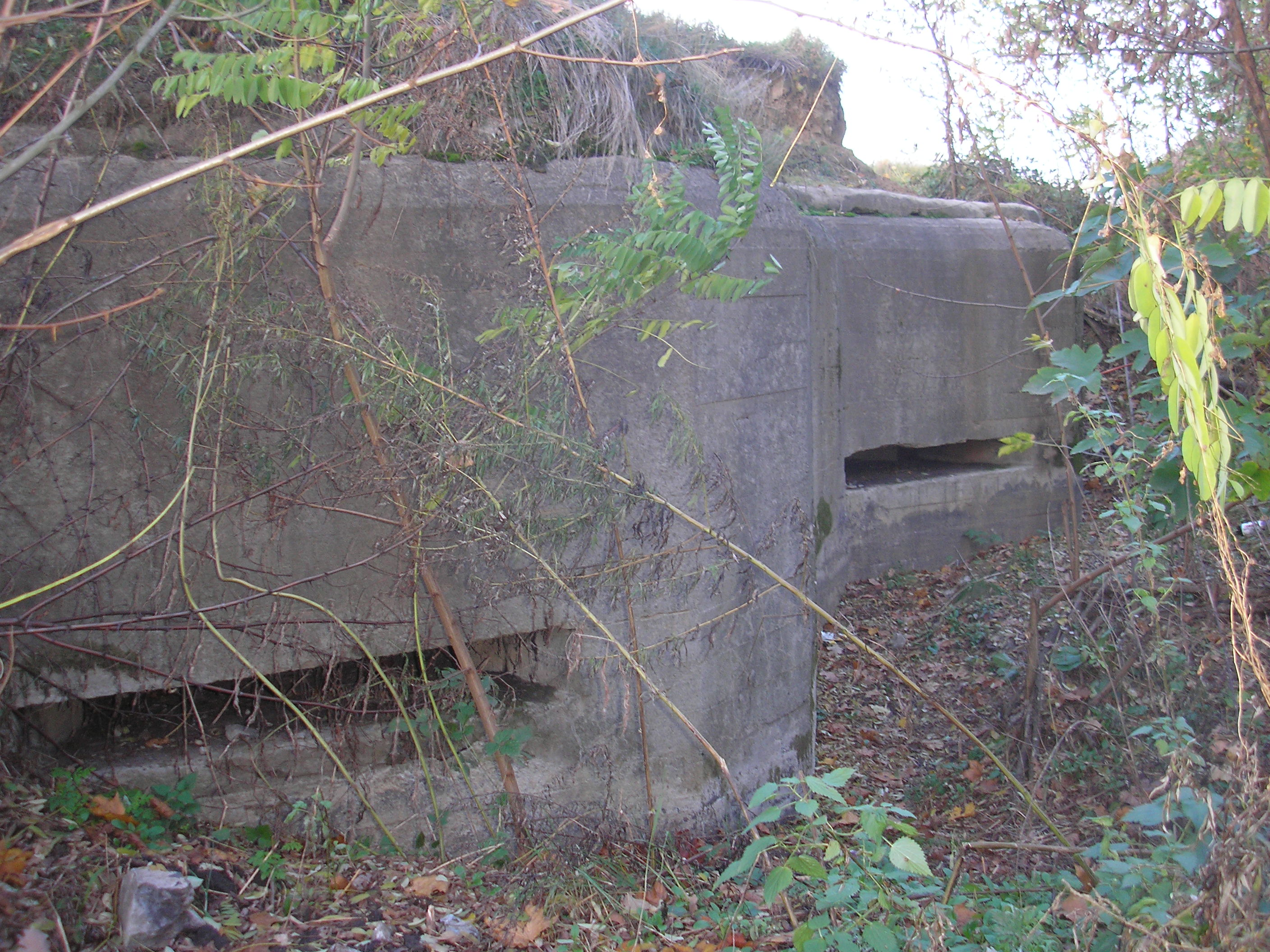
Gefechtsstand Nr. 230